# Ґіркалніс
Ґіркалніс (Girkalnis) — містечко у Литві, Расейняйський район, Ґіркалніське староство. 2001 року в містечку проживало 997 людей. Неподалік знаходяться хутори Вегенай, Волай, Кєчяй, Наукаіміс, село Білюнай, за 9 км від міста Расейняй, 8 км — село Норгелай, 10 км західніше — Калнуяй, 18 км східніше — Аріогала, 6 км південніше — Прамеджява.
Через містечко пролягає автошлях E85; діє церква Святого Георгія, працюють бібліотека, пошта, школа.

## Принагідно
- Гугл-мапа

| Литва | Це незавершена стаття з географії Литви. Ви можете допомогти проєкту, виправивши або дописавши її. |